# Hallock
Hallock è una città degli Stati Uniti d'America, situata in Minnesota, nella contea di Kittson, della quale è anche capoluogo.